# Château de Thurland
Thurland Castle est une maison de campagne du Lancashire, en Angleterre, qui a été transformée en appartements. Entouré de douves et situé dans un parc, il est à l'origine un ouvrage défensif, l'un des nombreux châteaux de la vallée de la Lune. Il est inscrit sur la liste du patrimoine national de l'Angleterre comme Bâtiment classé grade II*. Situé entre les villages de Cantsfield et Tunstall, le château se dresse sur un monticule bas sur une plaine, avec la rivière Greta du côté sud et le Cantbeck au nord. Un profond fossé circulaire l'entoure .

## Histoire

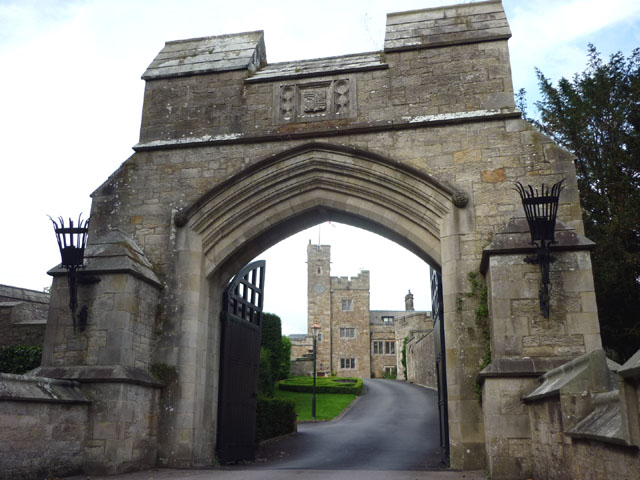
Château de Thurland vu si l'arc de la porte d'entrée du pont traversant les douves

Le plus ancien bâtiment existant date du XIVe siècle. En 1402, Sir Thomas Tunstall (décédé le 5 novembre 1415)  est autorisé à créneler le bâtiment ,. Le château reste dans la famille et passe finalement à l'arrière-petit-fils de Tunstall, Sir Brian Tunstall, un héros chevalier décédé à la Bataille de Flodden Field en 1513 .
Sir Brian est un fils cadet de Thomas Tunstall III et l'héritier de son frère Thomas IV . Surnommé le "Stainless Knight" par le roi, il est immortalisé dans le poème Marmion - A Tale of Flodden Field de Walter Scott. Son fils Marmaduke est haut shérif du Lancashire en 1544.
Le château reste dans la famille pendant deux ou trois générations supplémentaires jusqu'à ce qu'il soit vendu à John Girlington en 1605. Il passe à son petit-fils Sir John Girlington, un major-général royaliste pendant la guerre civile. Les forces parlementaires assiègent le château en 1643. Les dégâts sont qualifiés de "ruineux" . Le fils de Sir John, également John, est haut shérif du Lancashire en 1663 .
Des travaux sont effectués sur le bâtiment pour le convertir en maison de campagne en 1810 par Jeffry Wyatville, et en 1826-1829 par George Webster  mais en 1876, il est détruit par un incendie . Le propriétaire, M. North, charge les architectes Paley et Austin de le reconstruire, et ce qui existe maintenant est principalement leur travail  . Les travaux commencent en 1879, et ne sont achevés qu'en 1885 . De 1885 jusqu'au début du XXe siècle  le château de Thurland appartient à la famille Lees, anciennement de Clarksfield, près d'Oldham, dans le Lancashire, l'écrivain James Lees-Milne descend d'une branche cadette ,,. La maison et les écuries ont depuis été transformées en plusieurs appartements de luxe .

## Architecture
Le bâtiment est construit en moellons de grès, avec des toits en ardoise. Il se compose principalement de deux rangées sur les côtés nord et ouest d'une cour. Son style architectural est un mélange de néo-élisabéthain et de néo-gothique. On y accède par un pont en arc traversant les douves . Ses fenêtres sont soit à meneaux, soit à meneaux et impostes, et il y a deux tours, dont l'une a deux étages, l'autre trois. De nombreux parapets sont crénelés. Autour du bâtiment se trouvent des terrasses avec des bastions .